# Herbert Krutz
Herbert Krutz (* 20. Januar 1903 in Reckendorf, Kreis Neustadt in Westpreußen; † 5. Februar 1986 in Krombach, Kreis Siegen-Wittgenstein) war ein deutscher Politiker (SPD).
Herbert Krutz besuchte eine Volksschule und machte eine Lehre als Maschinen- und Bauschlosser. Er trat 1923 dem Deutschen Metallarbeiter-Verband (DMV) und zog 1925 nach Berlin. Er arbeitete bis zu seiner Rente bei Borsig in Berlin-Tegel. 1927 trat er der SPD bei.
Nach dem Zweiten Weltkrieg arbeitete Krutz weiterhin bei Borsig und wurde bei der Berliner Wahl 1948 in die Bezirksverordnetenversammlung im Bezirk Reinickendorf gewählt. Von 1959 bis 1969 war er Mitglied des Aufsichtsrats der Borsig AG. Bei der Wahl 1963 wurde er in das Abgeordnetenhaus von Berlin gewählt, bis er 1971 aus Altersgründen aus dem Parlament ausschied.